# Nimbapanchax
Nimbapanchax es un género de peces de agua dulce de la familia notobránquidos en el orden de los ciprinodontiformes, que se distribuyen por ríos de Liberia, Guinea, Costa de Marfil y Ghana.

## Hábitat
Viven en ríos y arroyos de la sabana boscosa y en estanques y pantanos de la selva costera del oeste africano.

## Especies
Se conocen cinco especies válidas en este género:
- Nimbapanchax jeanpoli (Berkenkamp y Etzel, 1979) - Pez-almirante de Jeanpol
- Nimbapanchax leucopterygius (Sonnenberg y Busch, 2009)
- Nimbapanchax melanopterygius (Sonnenberg y Busch, 2009)
- Nimbapanchax petersi (Sauvage, 1882)
- Nimbapanchax viridis (Ladiges y Roloff, 1973)